# 앙투안 데네리아즈
앙투안 데네리아즈(프랑스어: Antoine Dénériaz, 1976년 3월 6일~)는 프랑스의 은퇴한 알파인 스키 선수이다. 2006년 동계 올림픽 알파인스키 남자 활강 부문에서 금메달을 획득했다. 1996년부터 2007년까지 프랑스 국가대표 선수로 활약했으며, 활강과 슈퍼대회전 종목에서 두각을 드러냈다. 그는 1996년에 알파인 스키 월드컵에 처음으로 참가했으며, 금메달 3개를 포함하여 메달 6개를 획득했다.
올림픽에서 금메달을 획득하고 3주 후인 2006년 3월에 열린 월드컵에서 부상을 입은 후 원래 기량을 잃었으며, 2007년 12월에 부상으로 인한 심리적인 고통을 밝히며 현역 은퇴를 선언했다. 은퇴 후에는 알파인 스키 스포츠 컨설턴트로 활동했으며, 자신의 이름을 건 스키 용품 브랜드 사업을 시작했다.

## 개인사
데네리아즈는 뉴질랜드의 알파인 스키 선수인 클로디아 리글러와 결혼했다.